# Man in the Mirror
«Man in the Mirror» (с англ. — «Человек в Зеркале») — четвёртый сингл из седьмого студийного альбома американского музыканта Майкла Джексона Bad. Выпущен на лейбле Epic Records 9 января 1988 года. Композиция, выдержанная в жанре госпела, была написана Саидой Гарретт и Гленом Баллардом и спродюсирована Джексоном и Куинси Джонсом. В тексте звучит призыв слушателям, прежде всего, взглянуть на себя со стороны и измениться к лучшему: таким образом можно изменить к лучшему и весь мир вокруг.
Видеоклип на песню, режиссёром которого выступил Дональд Уилсон, демонстрирует картины массового голода, войны и проявлений расизма. Джексон появляется в кадре лишь однажды, в самом конце записи.
Возглавив американский чарт Billboard Hot 100, «Man in the Mirror» стала четвёртым синглом из пластинки Джексона Bad, достигшим первой строчки списка. В 1988 году песня была номинирована на «Грэмми» в категории Запись года. Кроме того, в 1989 году певец получил за сингл и видеоклип к нему две статуэтки Soul Train Music Awards. По данным британской компании Official Charts Company на 2014 год, «Man in the Mirror» — самый продаваемый сингл Джексона в цифровом формате на территории Великобритании.

## История создания и выпуск сингла
В 1987 году американская певица Саида Гарретт стала одним из шести авторов, которых продюсер Куинси Джонс попросил написать несколько композиций, чтобы завершить проект альбома Майкла Джексона Bad.
Певица рассказала о том, как ей пришла в голову идея написать «Man in the Mirror»: в 1985 году она вместе с Гленом Баллардом писала музыку для джазового клавишника Джона Бисли. Во время одного из телефонных разговоров с Бейсли она запомнила и машинально записала сказанную им фразу: «Человек? Какой человек? А, человек в зеркале». Спустя два года, пытаясь написать песню для Джексона, она пролистала свою записную книжку и прочла: «Man in the Mirror». В тот самый момент Баллард, сидя за роялем, занимался поисками мелодии. Девушка услышала аккорды, ставшие впоследствии вступлением к новой песне, и быстро написала первый куплет. К концу недели Баллард и Гарретт подготовили первую демоверсию. Певица продемонстрировала свою запись продюсеру Куинси Джонсу, и тот передал её Джексону. Певец, предпочитавший включать в список композиций новой пластинки песни собственного авторства, был впечатлён демоверсией Гарретт и решил записать трек для альбома. В процессе работы над песней музыкант попросил Гаррет изменить в тексте несколько строчек, на следующий день певица написала для него шесть новых строф, из которых Джексон выбрал наиболее подходящий вариант.
Для записи бэк-вокала Джексон пригласил в студию хор Андре Крауча. Сандра Крауч, сестра Андре, вспоминала: «Он [Джексон] сказал нам: „Я хочу, чтобы ваш вокал звучал громко — сделайте это так, как вам удобно. Создайте госпел-звучание, пусть это будет похоже на церковные песнопения“. Так мы и сделали». В записи приняла участие и Саида Гарретт. Спустя некоторое время Джексон записал с ней дуэт «I Just Can’t Stop Loving You».
«Man in the Mirror» была выпущена в качестве четвёртого сингла из альбома Джексона Bad 9 января 1988 года на 7-ми и 12-дюймовых виниловых пластинках. Все доходы с продаж сингла были отправлены на благотворительные цели. Когда композиция возглавила американский чарт Billboard Hot 100, был установлен новый рекорд: четыре сингла из альбома Джексона Bad достигли первой строчки списка. Рекорд был побит после релиза следующей песни из пластинки музыканта, «Dirty Diana», она стала пятой композицией из альбома, расположившейся на вершине чарта. По данным британской компании Official Charts Company на 2014 год, «Man in the Mirror» — самый продаваемый сингл Джексона в цифровом формате на территории Великобритании. В 2022 году композиция получила вторую платиновую сертификацию от BPI.

## Реакция критиков и особенности композиции
Журналисты Rolling Stone назвали «Man in the Mirror» одной из самых «эмоциональных и амбициозных» баллад Джексона. Это композиция среднего темпа, написанная в тональности соль мажор. По мнению большинства критиков, она выдержана в жанре госпела. В тексте Джексон призывает слушателей, прежде всего, взглянуть на себя со стороны и измениться к лучшему: таким образом можно изменить к лучшему и весь мир вокруг. Некоторые рецензенты посчитали призыв певца «оторванным от реальности», а саму композицию «слащавой».
Обозреватели PopMatters писали: «В куплетах „Man in the Mirror“ описываются многие беды нашего мира, а припев заставляет слушателя почувствовать, что он может стать частью его исцеления. Композицию можно считать полноценным гимном. Сложно создать такую песню, не свалившись в позёрство, но „Man in the Mirror“ успешно удерживает этот баланс». Ричард Кромелин из Los Angeles Times посчитал песню «главным украшением» альбома Джексона Bad, отметив «побуждающие к действию слова и сильную музыку». Критик электронного журнала The Root назвал «Man in the Mirror» «краеугольным камнем» альбома Bad и охарактеризовал её как «вдохновляющий мощный гимн».
В 1988 году «Man in the Mirror» была номинирована на «Грэмми» в категории «Запись года», а в 1989 году певец получил за сингл и видеоклип к нему две статуэтки Soul Train Music Awards.
Британский журнал New Musical Express включил данную композицию в свой список «500 величайших песен всех времён», разместив её в нём на 327-й позиции.

## Музыкальное видео
Джексон рассказал, что идея концепции видеоклипа на «Man in the Mirror» пришла ему в голову, когда он был с гастролями в Гонконге. Режиссёром ролика стал Дональд Уилсон, он уже работал с музыкантом над несколькими проектами в начале 80-х гг. Джексон встретился с Уилсоном в октябре 1987 года, чтобы обсудить подробности будущего видео. После того как был составлен список материалов, которые певцу хотелось бы включить в ролик, Уилсон отправился в архивы и собрал около двухсот часов съёмок. Режиссёр сам занимался монтажом видеоклипа, певец пришёл к нему лишь однажды: просмотрев ещё сырую работу Уилсона, он попросил больше не вносить в ролик существенных изменений. Уилсон вспоминает: «Мне хотелось, чтобы, просмотрев видео, зрители увидели, что всё в нашем мире начинается с чистоты и невинности, но человеческое безразличие, жестокость и несправедливость создают хаос и безнадёжность, это приводит к войне». Видеоклип демонстрирует картины массового голода, войны и проявлений расизма: голод в Эфиопии, убийства Джона и Роберта Кеннеди, война во Вьетнаме. В ролик вошли кадры с известными историческими личностями: Мартин Лютер Кинг, Махатма Ганди, мать Тереза, Адольф Гитлер, Иди Амин, представители движения Ку-клукс-клан.
«Я смонтировал ролик из новостных репортажей, которые люди уже видели, но переключали канал, поскольку их слишком тяжело или скучно смотреть, — вспоминает Уилсон. — Мне хотелось, чтобы они смотрели видео и говорили: „Ух ты, я не видел такого до этого момента“. О, нет, ты видел эти кадры». «Я хотел затронуть чувства людей, — говорил Джексон в интервью. — Этот ролик побуждает зрителя что-то предпринять, это намного важнее, чем просто наблюдать за сложившейся ситуацией». Сам певец появляется в видеоклипе лишь на несколько секунд в самом конце ролика.
По словам режиссёра, вместе с Джексоном они планировали создать новую версию видеоклипа. В связи со смертью певца, эти планы не получили развития.

## Концертные выступления
2 марта 1988 года на 30-й церемонии вручения наград «Грэмми» певец завершил своё выступление исполнением «Man in the Mirror». В Rolling Stone писали: «Джексон исполнил её в лучших традициях церковного госпела. Это выступление настолько же грандиозно и определяюще как и лунная походка, исполненная им на 25-летии Motown Records».
Композиция звучала в финале концертов второй части сольного тура Джексона Bad World Tour (1988 г.) и завершала шоу его тура Dangerous World Tour (1992—93 гг.). Прозвучала на шоу певца, посвящённом дню рождения султана Брунея в 1996 году. В 2001 году музыкант исполнил её на благотворительном концерте
United We Stand: What More Can I Give, организованном после атак 11 сентября. Планировалось, что «Man in the Mirror» войдёт в сет-лист несостоявшегося в связи с кончиной певца тура This Is It.
Концертные выступления были официально выпущены на DVD: Live in Bucharest: The Dangerous Tour и Live at Wembley July 16, 1988. Репетиция для тура This Is It вошла в документальный музыкальный фильм «Майкл Джексон: Вот и всё». Видеоролик, смонтированный из нескольких выступлений с «Man in the Mirror» на Bad World Tour, открывает музыкальный фильм «Лунная походка» с Джексоном в главной роли.

## Список композиций
- 7" (номер в каталоге Epic Records — 34-07668)[6]

| №  | Название            | Длительность |
| -- | ------------------- | ------------ |
| 1. | «Man in the Mirror» | 4:55         |

| №  | Название                           | Длительность |
| -- | ---------------------------------- | ------------ |
| 2. | «Man in the Mirror» (Instrumental) | 4:55         |

- 12" (номер в каталоге Epic Records — 651388 6)[6]

| №  | Название                         | Длительность |
| -- | -------------------------------- | ------------ |
| 1. | «Man in the Mirror» (Single Mix) | 4:55         |

| №  | Название                        | Длительность |
| -- | ------------------------------- | ------------ |
| 2. | «Man in the Mirror» (Album Mix) | 4:55         |

## Участники записи
| - Майкл Джексон — вокал, бэк-вокал - Саида Гарретт — текст, музыка, бэк-вокал - Глен Баллард — музыка, синтезаторы, аранжировка ритма и синтезаторов - хор Андре Крауча — бэк-вокал - Андре Крауч — аранжировка вокала | - The Winans — бэк-вокал - Данн Хафф — гитара - Грег Филингейнс — клавишные - Рэнди Кербер — синтезаторы - Куинси Джонс — аранжировка ритма и синтезаторов - Джерри Хэй — аранжировка синтезаторов |

## Награды и номинации
| Год  | Награда                 | Номинированная работа | Категория                                          | Результат | Источник |
| ---- | ----------------------- | --------------------- | -------------------------------------------------- | --------- | -------- |
| 1988 | Grammy Awards           | Сингл                 | Запись года                                        | Номинация | [ 18 ]   |
| 1989 | Soul Train Music Awards | Сингл                 | Лучший сингл в жанре современного ритм-н-блюза     | Победа    | [ 19 ]   |
| 1989 | Soul Train Music Awards | Видеоклип             | Лучший видеоклип в жанре современного ритм-н-блюза | Победа    | [ 19 ]   |

## Позиции в чартах и сертификации
Еженедельные чарты:
| Год  | Чарт                                        | Высшая позиция | Пребывание в чарте |
| ---- | ------------------------------------------- | -------------- | ------------------ |
| 1988 | Австралия (Kent Music Report)               | 39             | нет данных         |
| 1988 | Австрия (Ö3 Austria Top 40)                 | 10             | 9 недель           |
| 1988 | Бельгия/Фландрия (Ultratop 50)              | 11             | 7 недель           |
| 1988 | Великобритания (UK Albums Chart)            | 21             | 5 недель           |
| 1988 | Европейский союз (European Hot 100 Singles) | 33             | нет данных         |
| 1988 | Ирландия (IRMA)                             | 3              | 4 недели           |
| 1988 | Италия (Musica e dischi)                    | 16             | 3 недели           |
| 1988 | Канада (RPM 100 Singles)                    | 3              | 19 недель          |
| 1988 | Нидерланды (Dutch Top 40)                   | 16             | 6 недель           |
| 1988 | Нидерланды (Single Top 100)                 | 13             | 9 недель           |
| 1988 | Новая Зеландия (Recorded Music NZ)          | 4              | 11 недель          |
| 1988 | США (Billboard Hot 100)                     | 1              | 17 недель          |
| 1988 | США (Billboard Hot Adult Contemporary)      | 2              | 19 недель          |
| 1988 | США (Billboard Hot Black Singles)           | 1              | 12 недель          |
| 1988 | ФРГ (GfK)                                   | 23             | 14 недель          |
|      |                                             |                |                    |
| 2008 | Великобритания (UK Albums Chart)            | 55             | 1 неделя           |
|      |                                             |                |                    |
| 2009 | Австралия (ARIA)                            | 8              | 5 недель           |
| 2009 | Австрия (Ö3 Austria Top 40)                 | 17             | 8 недель           |
| 2009 | Великобритания (UK Albums Chart)            | 2              | 20 недель          |
| 2009 | Дания (Tracklisten)                         | 12             | 5 недель           |
| 2009 | Ирландия (IRMA)                             | 3              | 6 недель           |
| 2009 | Испания (PROMUSICAE)                        | 50             | 1 неделя           |
| 2009 | Нидерланды (Single Top 100)                 | 22             | 5 недель           |
| 2009 | Новая Зеландия (Recorded Music NZ)          | 9              | 6 недель           |
| 2009 | Норвегия (VG-lista)                         | 15             | 1 неделя           |
| 2009 | США (Billboard Hot Digital Songs)           | 2              | нет данных         |
| 2009 | Швейцария (Schweizer Hitparade)             | 22             | 3 недели           |
| 2009 | Швеция (Sverigetopplistan)                  | 19             | 10 недель          |
|      |                                             |                |                    |
| 2010 | Великобритания (UK Albums Chart)            | 81             | 1 неделя           |
|      |                                             |                |                    |
| 2011 | Великобритания (UK Albums Chart)            | 96             | 1 неделя           |
|      |                                             |                |                    |
| 2013 | Великобритания (UK Albums Chart)            | 78             | 2 недели           |

Сертификации:
| Страна               | Сертификат    |
| -------------------- | ------------- |
| Великобритания (BPI) | 2× Платиновый |
| Дания (IFPI)         | Платиновый    |
| США (RIAA)           | 3× Платиновый |